# Hilda (planetka)
(153) Hilda je planetka nacházející se v Hildině skupině. Planetku objevil rakouský astronom Johann Palisa, pojmenovaná je podle dcery astronoma Theodora von Oppolzera. Jméno Hilda bylo později využito na pojmenování Hildiny skupiny.
Její délka velké poloosy činí 3,9783 AU a Slunce oběhne jednou za 7,94 roku.
Hilda leží mezi pásem planetek a Jupiterem. Prochází afélem v libračních centrech (stejně jako ostatní planetky Hildiny skupiny se tedy v afélu chová jako troján).[zdroj?]